# پنژیهوا
پنژیهوا (به لاتین: Panzhihua) یک شهر مرکزی در جمهوری خلق چین است که در سیچوآن واقع شده‌است.

## خصوصیات
پنژیهوا ۷٬۴۲۳٫۴۲ کیلومترمربع مساحت و ۱٬۲۱۴٬۱۲۱ نفر جمعیت دارد و ۱٬۱۵۷ متر بالاتر از سطح دریا واقع شده‌است.